# Вулиця Остапа Вересая (Київ, Деснянський район)
Ву́лиця Оста́па Вереса́я — вулиця в Деснянському районі міста Києва, місцевість Куликове. Пролягає від Мостищанської вулиці до Яворівського провулку (за довідником «Вулиці Києва» 2015 року — до Бігової вулиці).

## Історія
Вулиця виникла в середині XX століття, мала назву Молдавський прову́лок. Сучасна назва на честь видатного українського кобзаря Остапа Вересая — з 1961 року.
У 80-х роках XX століття під час знесення старої забудови селища Куликове та будівництва житлового масиву значно вкорочена (до сучасних розмірів; первісно пролягала від Мостищанської до Крайньої вулиці) та офіційно ліквідована, оскільки планувалася під знесення. При цьому було ліквідовано всю забудову вулиці.
Однак до нашого часу збереглася частина вулиці у вигляді незабудованого проїзду, що сполучає між собою деякі збережені вулиці старої частини селища Куликове. Проте вулиця довгий час вулиця вважалася ліквідованою і навіть у довіднику «Вулиці Києва», надрукованому у 1995 році, потрапила у перелік зниклих. 2015 року вулицю було поновлено в реєстрі, повторно внесено на карти міста.